# Hugh C. Williams
Hugh Cowie Williams (London, 23 de julio de 1943) es un matemático canadiense, especialista en teoría de números y criptografía.

## Semblanza
Williams estudió matemáticas en la Universidad de Waterloo (licenciándose en 1966 y obteniendo su maestría en 1967), donde recibió su doctorado en 1969 en informática bajo la supervisión de Ronald C. Mullin ("Una generalización de las funciones de Lucas"). Fue estudiante de posdoctorado en la Universidad York.
En 1970 se convirtió en Profesor Asistente en la Universidad de Manitoba, donde en 1972 obtuvo el estatus de Profesor Asociado y Catedrático en 1979.
En 2001 se convirtió en Profesor en la Universidad de Calgary, y en Profesor Emérito desde 2004. Desde 2001 ocupa la "Cátedra iCore" en Teoría Algorítmica de Números y Criptografía.
Junto con Rei Safavi-Naini, dirige el Instituto para la seguridad, la privacidad y la garantía de la información (ISPIA), anteriormente Centro para la seguridad de la información y la criptografía, en Calgary. Entre 1998 y 2001 fue profesor adjunto en la Universidad de Waterloo. Fue profesor invitado en la Universidad de Burdeos, en la Universidad de Macquarie y en la Universidad de Leiden. Desde 1978 hasta enero de 2007 fue Editor Asociado de la revista Mathematics of Computation.
Entre otros temas, Williams se ha ocupado de las pruebas de primalidad, campo en el que los números primos de Williams recibieron su nombre. Desarrolló hardware personalizado para cálculos numéricos teóricos, por ejemplo, el MSSU en 1995.
En criptografía, desarrolló en 1994 con Renate Scheidler y Johannes Buchmann un método de criptografía asimétrica basado en campos numéricos cuadráticos reales. También desarrolló algoritmos para calcular invariantes de campos numéricos algebraicos, como números de clase y reguladores.
Igualmente, se ha ocupado de la historia de las matemáticas, y escribió un libro sobre la historia de las pruebas de primalidad. En él, mostró, entre otras cosas, que Édouard Lucas poco antes de su temprana muerte estaba desarrollando una prueba similar al método de curvas elípticas actual. Para ello, reconstruyó el método que usó Fortuné Landry en 1880 (a la edad de 82 años) para factorizar el sexto número de Fermat (un número de 20 dígitos).
Junto con Jeffrey Shallit y François Morain, descubrió un tamiz numérico mecánico olvidado creado por Eugène Olivier Carissan, el primer dispositivo de este tipo de principios del siglo XX (1912), y lo describió en detalle.

## Publicaciones
- The influence of computers in the development of number theory. In: Computational Mathematics with Applications. Band 8, 1982, S. 75–93.
- Factoring on a computer. Mathematical Intelligencer, 1984, Nr. 3.
- with Attila Pethö, Horst-Günter Zimmer, Michael Pohst (Hrsg.): Computational Number Theory. de Gruyter 1991.
- with J. O. Shallit: Factoring integers before computers. In: W. Gautschi (Hrsg.): Mathematics of computation – 50 years of computational mathematics 1943–1993. Proc. Symposium Applied Math., Band 48. American Mathematical Society, 1994, S. 481–531.
- Édouard Lucas and primality testing. Wiley 1998. (Canadian Mathematical Society Series of Monographs and Advanced Texts. Band 22.)
- with M. J. Jacobson: Solving the Pell Equation. Springer 2008.